# 心叶李
心叶李是蔷薇科李属落叶灌木或乔木，分布于加利福尼亚与俄勒冈。其叶基近心形（英語：subcordate），有时为圆形（rounded）。